# Мозаїки Софійського собору
Софі́йські моза́їки — найвизначніша пам'ятка Київської Русі, видатний ансамбль монументального мистецтва ХІ сторіччя в Софійському соборі у Києві.
За словами дослідників, від мозаїк візантійських монастирів Дафні, Осіос-Лукас і Неа-Моні, виконаних так само в ХІ сторіччі, і навіть пізніших мозаїк Венеції і Сицилії софійські мозаїки відрізняє досконалий стан збереженості, відсутність доробок і модернізацій.

## Софійський собор
У країнах візантійського кола головні храми великих міст часто присвячували Софії. За взірець брали величний Софійський собор у Константинополі. За вченням візантійських богословів, Софія (грец. Σοφία) означає Премудрість Божу. У християнське вчення це поняття прийшло з пізньоантичної філософії. А піднесене оспівування Софії зустрічаємо ще у біблійній Книзі Мудрості Соломона: 
| «Мудрість… — подув Божої сили і чистий виплив слави Вседержителя,… вічного світла відблиск, безплямне дзеркало Божого діяння й образ його доброти. Хоч й одна, вона все може; і, залишившися сама в собі, вона все відновлює; вона з роду в рід у святі душі сходить і робить з них друзів Божих і пророків. Бо Бог лиш того любить, хто з мудрістю живе. Вона ж над сонце краща, понад увесь зоряний світ. У порівнянні зі світлом вона з'являється перша, бо світло поступається ночі, а мудрости зло не подолає»[5]. |

## Візантійська мозаїка
Київська Русь разом із візантійською архітектурою запозичила і мистецтво мозаїки. Візантійська декоративна система сформувалась після іконоборської доби, тобто після 843 року. Важливою її частиною стало мозаїчне мистецтво. Найбільшої популярності набула мозаїка зі смальти, відома як «візантійська мозаїка». Майстри виготовляли її зі скла. Різні кольори отримували за допомогою солей і окислів металів. У барвники додавали залізо, кобальт, марганець, мідь і свинець. Фактура поверхні смальти також відрізнялась: від блискучих до тьмяних відтінків. Окрім смальти використовували кубики з природного каменю.
Найранішою відомою пам'яткою з такою системою розпису, як у Софії Київський, на думку вчених, була мозаїка у придворній константинопольській церкві Богородиці Фароської, освяченій близько 864 року. Композиція складалась із зображень Вседержителя з архангелами на центральній храмовій бані, Оранти в апсиді, апостолів, патріархів, пророків, мучеників, святих на стінах і склепіннях.

## Софійські мозаїки

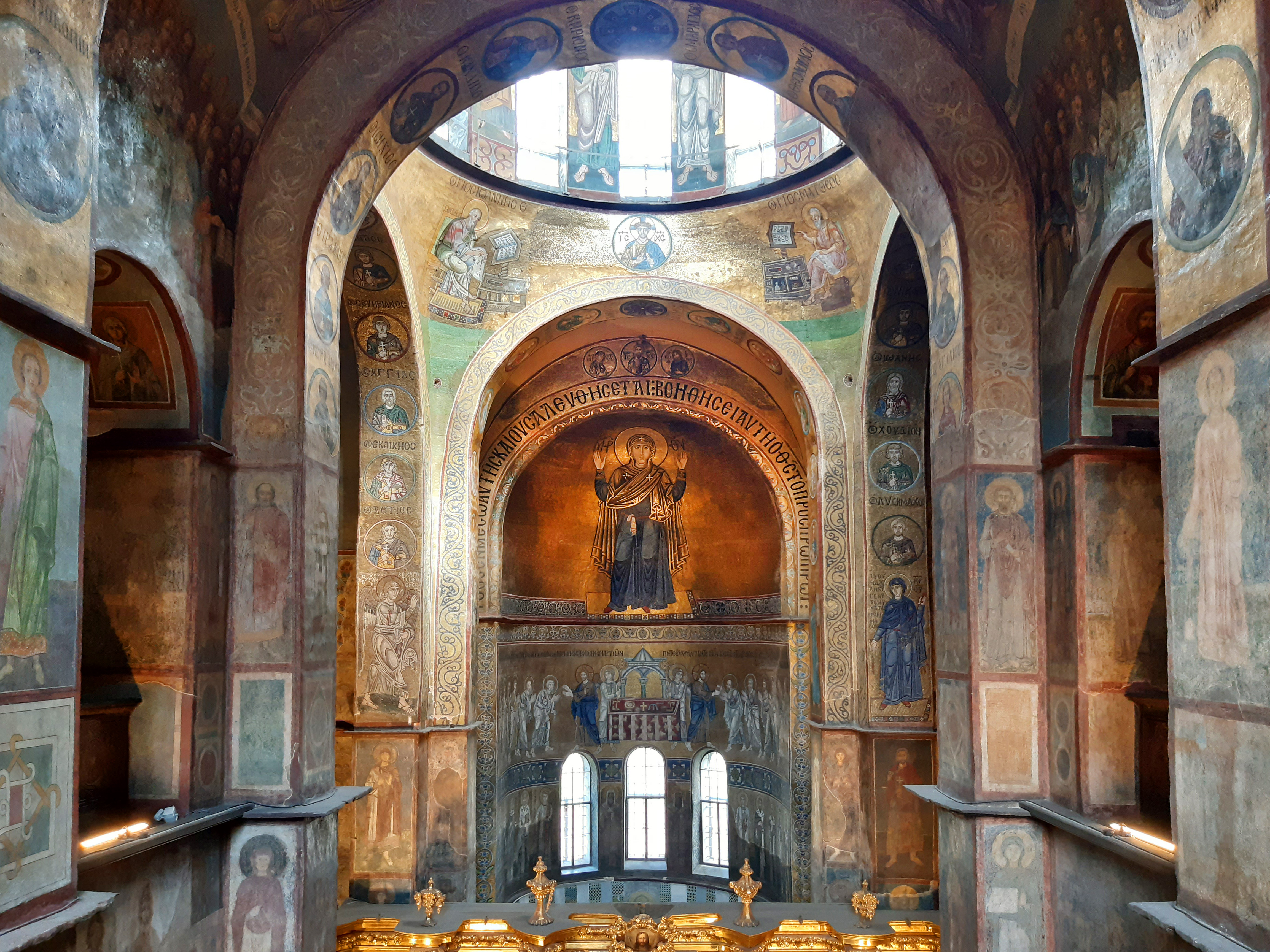
Інтер'єр собору з мозаїками

За князювання Ярослава Мудрого, у 1037 році після перемоги над печенігами, розпочалося будівництво храму святої Софії. Князь прагнув відтворити велич візантійського Софійського храму.
До Києва запросили досвідчених майстрів, імена яких історія не зберегла. У Візантії над створенням мозаїк зазвичай працювало чотири групи фахівців: автори композицій, майстри з виготовлення смальти, з підготовки ґрунту і, нарешті, мозаїчники. Оскільки у Софії виявлено вісім різних стилів виконання, дослідники припустили, що у соборі було, ймовірно, восьмеро мозаїчників, не рахуючи інших майстрів.
Візантійські майстри в Києві виконували свою роботу за сталим каноном. Водночас вони поєднали два види зображень — мозаїчний і фресковий, що не практикувалось у Візантії. Поступово на Русі сформувались власні риси монументального мистецтва, що, зрештою, перетворило його на самобутнє явище світового мистецтва.
З Візантії також привезли дорогу кольорову смальту. Певно, що її не вистачало, тому для давньоруських храмів смальту варили на місці під керівництвом грецьких мозаїчників.
Мозаїку набирали на вапняно-цем'янковому ґрунті. Спочатку мури вирівнювали шаром тиньку. На другому шарі прокреслювали контури зображення. На останній наносили фреску, малюнок і кольори якої повторювала мозаїка.
Мозаїка у Софійському соборі характеризується яскравістю, різнобарвністю і насиченістю тонів. Палітра софійських мозаїк надзвичайно широка. Кожний колір має гаму відтінків. Наприклад, у зеленого — 34 відтінків, золотого — 25, синього — 21, червоного — 19, сірого — 9, пурпурового — 6, а в цілому, за підрахунками дослідників, — 177 тонів.
Софійські мозаїки завершили між 1043 і 1046 роками, коли відбулося перше освячення собору.

## Мозаїчні композиції

### Оранта

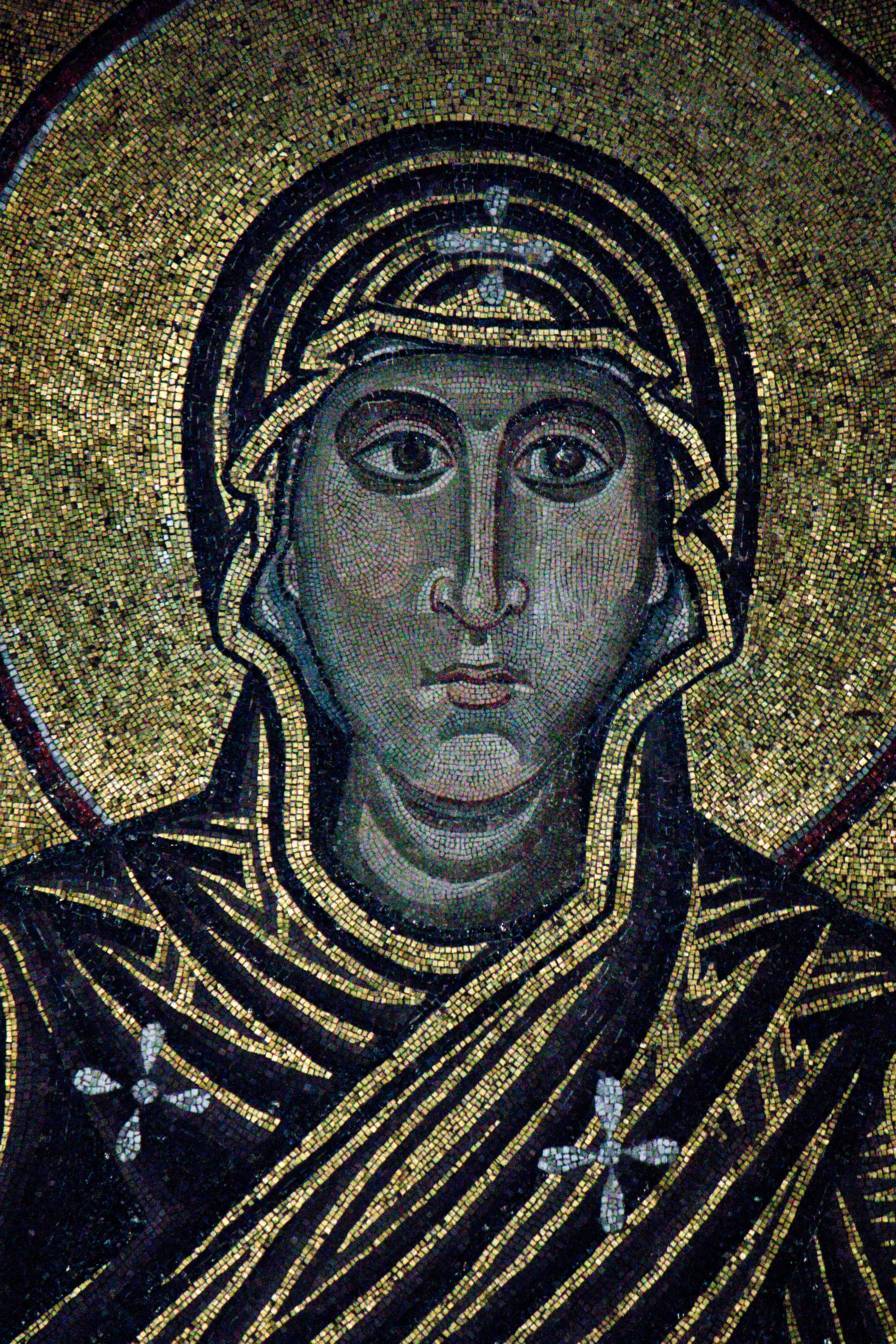
Оранта (фрагмент)

З-поміж мозаїк Софійського собору найвидатнішим є мозаїчне зображення Богородиці-Оранти із здійнятими руками. Перед митцями стояло завдання передати відчуття постійної присутності серед вірян всюдисущого образу Богоматері. Це було досягнуто глибоко продуманими художніми засобами й технічними прийомами. Величезна постать Діви Марії (заввишки 5,45 метрів), яка зображена на ввігнутій поверхні головної апсиди, домінує над розписами храму. Вона одразу притягує увагу всіх, хто увійшов до храму. Золоте тло створює ефект вічно сяйного ореолу навколо Оранти. Світло від неї розходиться колами й, ніби, освячує душі присутніх, храм, Київ і всю Русь.
Оранта — молитовниця, заступниця роду людського перед Богом, символ Земної Церкви. Вона шанувалась як Непорушний мур її головної твердині — Києва.
Богородиця створює духовну образність Софійського собору, робить його непохитним, що підкреслюється грецьким написом над образом: «ὁ Θεὸς ἐν μέσῳ αὐτῆς καὶ οὐ σαλευθήσεται· βοηθήσει αὐτῇ ὁ Θεὸς τὸ πρὸς πρωΐ πρωΐ. — Бог серед нього [міста], — нехай не хитається, Бог поможе йому, коли ранок настане.» Пс 45:6). За твердженням дослідників, потужна міць образу Оранти породжує відчуття піднесеного гімну, оптимістичної симфонії християнської Русі. Вона — символ вічного Києва. Це уявлення відобразилося у народному повір'ї: «Допоки в Софії є Оранта, стоятиме й Київ».
Оранта вдягнена у царські шати Володарки світу. На ній пурпурово-золотий мафорій (плащ), синій хітон і червоні чобітки. На червоному паску біла хустка, вишита золотом і багряницею. Обабіч німба є надпис «ΜΡ» і «ΘV» (від грец. Μήτηρ θεών — Богоматір).
Молитва Оранти звернена до Христа-Вседержителя (Пантократора).

### Пантократор

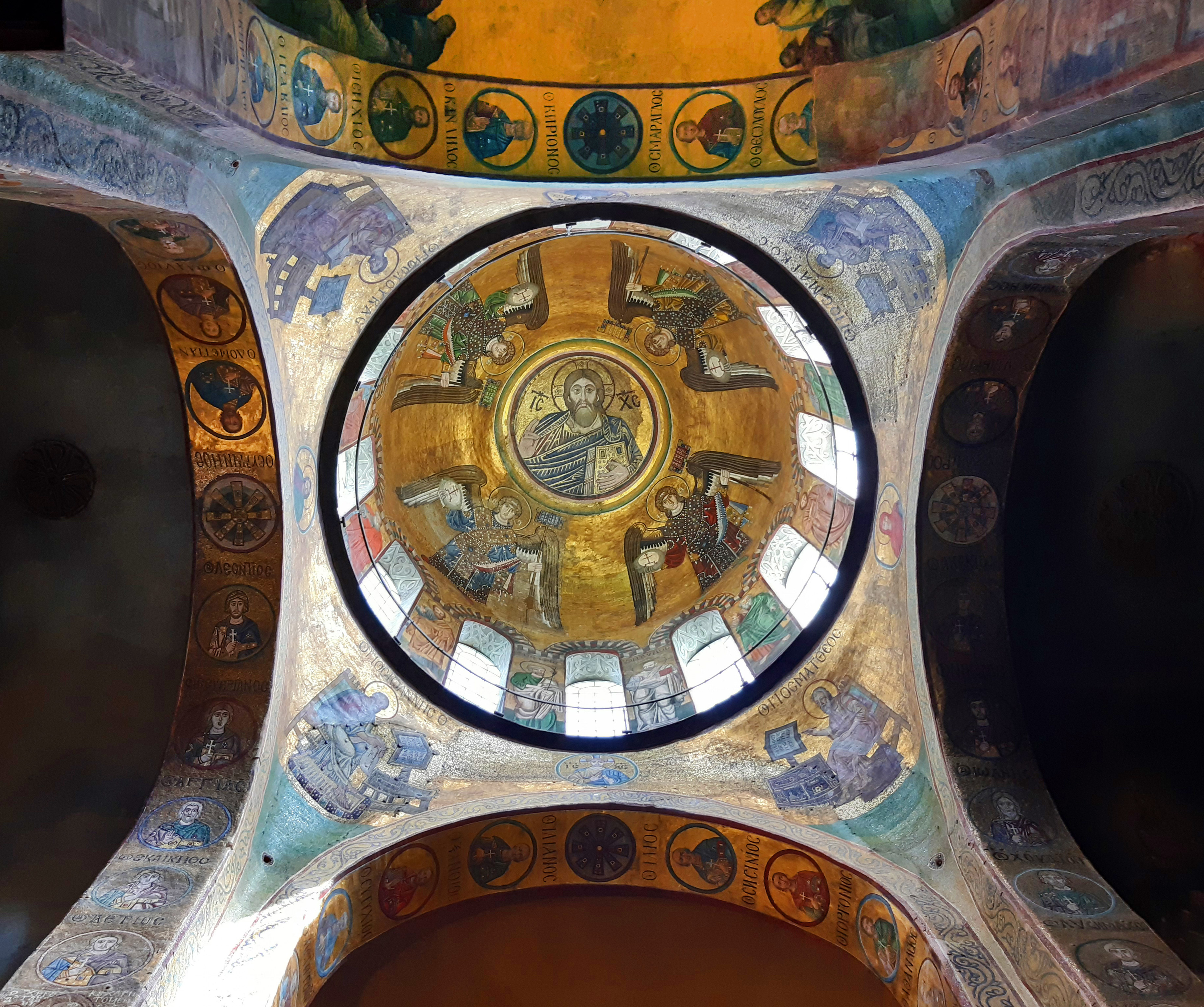
Пантократор в оточенні архангелів

Художники-монументалісти суворо дотримувались візантійських канонів у побудові ієрархічної структури розпису. Вони одночасно звеличували Церкву Небесну й Земну.
Христос-Пантократор у пурпуровому хітоні та блакитному плащі зображений в медальйоні діаметром 4,1 метри, розміщеному в зеніті центральної бані, найвищій точці собору. Медальйон обрамлений різнобарвними колами.
Образ Творця, Володаря світу і Глави Церкви Небесної відзначається піднесеною монументальністю й особливо виразним колоритом. Пантократор сповнений величі й спокою, що вселяє християнам упевненість у надійності встановленого ним світоустрою. Водночас Вседержитель споглядає за всіма згори. Від його проникливого погляду, яким він ніби зазирає у саму душу, грішникам нічого не приховати. Христос десницею благословляє вірних, а іншою рукою тримає Євангеліє, вказуючи християнам єдиний шлях до Спасіння.
Пантократор — одне з найкращих мозаїчних зображень Софійського собору. А деякі дослідники навіть визначають цей образ як «вершину середньовічного монументального живопису».

### Архангели
Христос показаний в оточенні чотирьох архангелів, з яких зберіглася лише одна фігура у блакитних шатах. Решта — олійний розпис 1884 року, зроблений художником Михайлом Врубелем. Ці «начальники сил небесних» становлять почесний почет. Розкрилені архангели утворюють рівнораменний хрест. На них — пишне візантійське імператорське вбрання, зокрема туніки-далматики, підперезані коштовними поясами-лорами, а на головах — діадеми. У руках тримають корогву з написом грец. «Ἅγιος, Ἅγιος, Ἅγιος!» («Свят, свят, свят!») і сферу з голгофським хрестом, символом мученицької і спокутної жертви за гріхи людства смерті Христа.

### Євхаристія

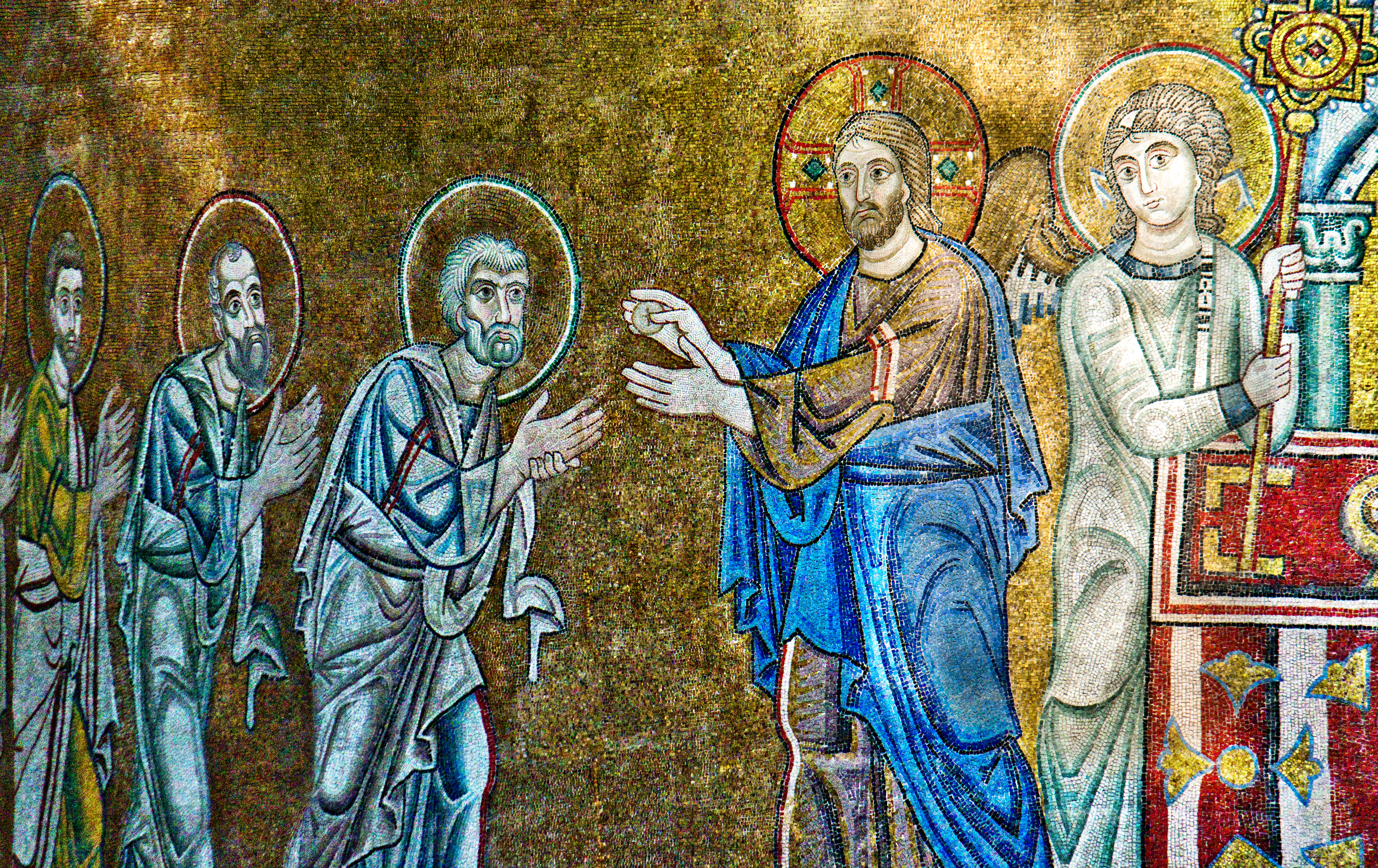
Євхаристія (фрагмент лівої частини)

У середній частині апсиди під Орантою розміщена мозаїка «Євхаристія» — причащання апостолів. У центрі композиції стоїть червоний престол, обабіч якого двічі зображений Христос. Праворуч він причащає своїх учнів вином, ліворуч — хлібом. Христу співслужать ангели-диякони. Таїнство пояснюється Христовими словами, написаними грецькою над зображенням: «Прийміть, споживайте, це — тіло Моє. Пийте з неї всі, бо це — кров Моя Нового Заповіту, що за багатьох проливається на відпущення гріхів» (Мф 6:26—28). 
Престол покритий пурпуровою габою, оздобленою золотим гаптуванням. На престолі лежать літургійні атрибути: хрест, дискос, звіздиця тощо. Над престолом стоїть ківорій на трьох стовпах.
«Євхаристія» зберіглася найкраще. Це — найхарактерніший зразок софійських мозаїк з архаїчним характером. Цьому стилю притаманний розмірений, ритмічний рух постатей, площинне трактування форм, сувора лінійність, лаконізм колориту на суцільному золотому тлі. Світла кольорова гама вбрання апостолів контрастує з темно-червоним престолом і синім хітоном Христа. Водночас софійська мозаїка «Євхаристія» — найдавніша з відомих аналогічних сцен у візантійському монументальному живописі.

### Благовіщення
Стовпи східної підпірної арки займає сцена «Благовіщення» з архангелом Гавриїлом і Дівою Марією. Архангел Гавриїл переданий у русі. Висота його фігури — 2,3 метри. Правою рукою він благословляє, а лівою тримає жезл. Вбрання архангела подано у світлих тонах, що мало підкреслити його неземний образ. На ньому білий хітон з блідо-зеленим відтінком і білий плащ, обведений чорною і пурпуровою смальтою.
Висота фігури Богородиці — понад 2,2 метри. Праворуч неї такий же надпис, як і в Оранти: «ΜΡ ΘV» (Богоматір). Мафорій у Марії синій з відтінками темно-синього у складках. Хітон трохи світліший. Її обличчя має насичений тілесний колір. У лівій руці вона тримає клубок пурпурової пряжі, від якої тягнеться нитка до веретена у правій руці.
Сцена «Благовіщення» навіяна сюжетом з апокрифічного «Протоєвангелія Якова». Архангел з'явився перед Марією, коли вона пряла завісу для єрусалимського храму. Він проголосив: «Радій, благодатна, Господь з тобою!» (Лк 1:28). Цей надпис є навколо його німба. А далі сповістив про народження сина. У відповідь на новину Марія промовила: «Я ж раба Господня: нехай буде мені за словом твоїм» (Лк 1:38). Цей надпис так само закарбований на мозаїчній іконі. Зображення Богородиці з веретеном широко застосовувалося у сюжетах «Благовіщення» по всій Візантії.
Постаті архангела і Марії виконували різні майстри. Автор Богоматері також працював над правою частиною «Євхаристії», Богородицею з «Деісуса» й Аароном. Дослідники його розпізнають по характерно вигнутим носам і пильним поглядам його фігур. Художник був одним із головних мозаїчників у соборі. Гавриїл з того ж кола, що і крайні ліві постаті апостолів з «Євхаристії» та євангеліст Марко. Виконавець цих мозаїк тримався архаїчних традицій. Водночас він — досвідчений колорист.

### Деісус

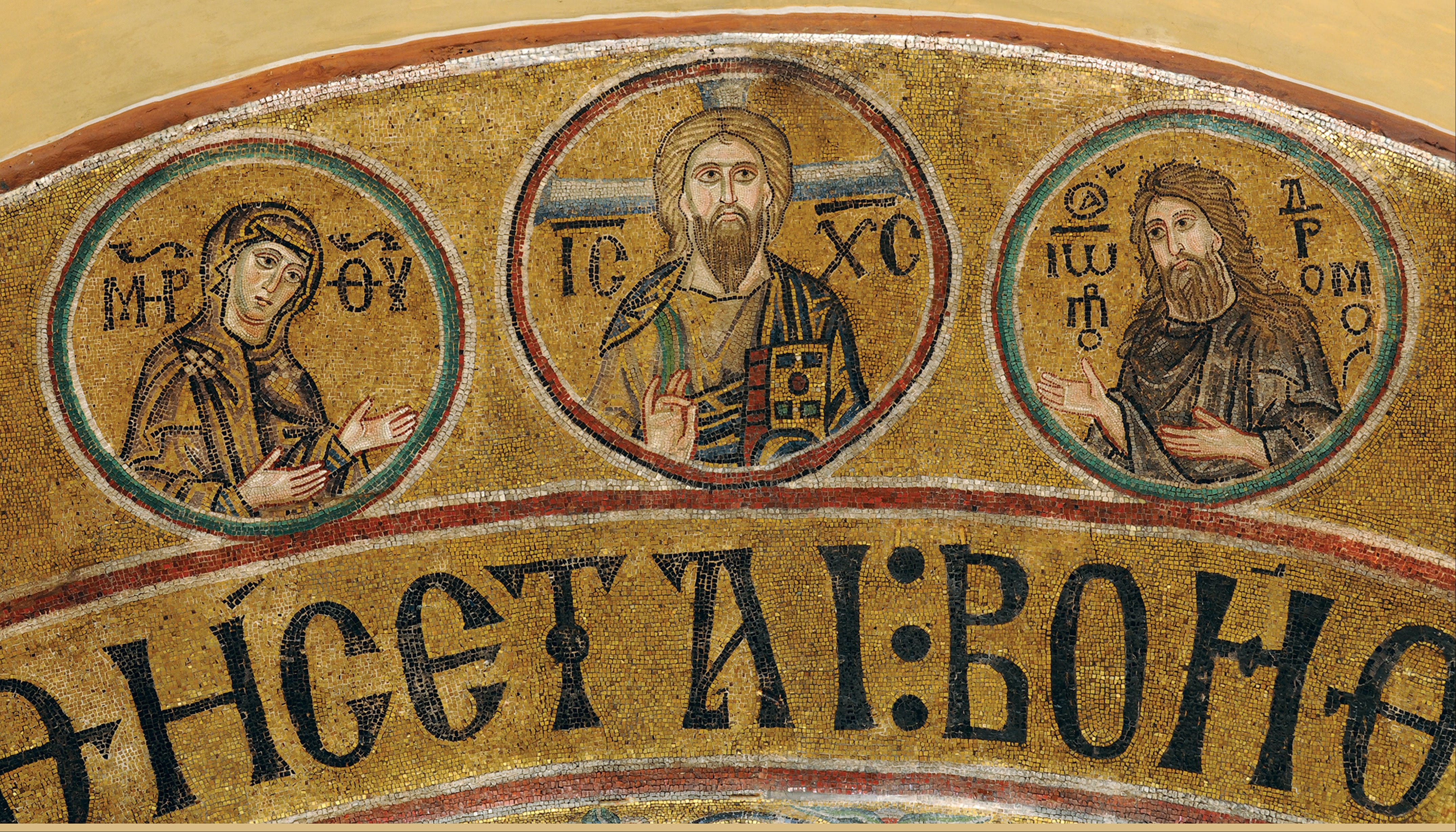
Деісус

Над аркою апсиди розміщена композиція «Деісус» («Моління») — три круглих медальйони діаметром близько 0,9 метра. У центрі — півфігура Христа. До нього схилилися Богоматір й Іван Хреститель. Сюжет відсилає до теми Другого пришестя. Богородиця і Предтеча вимолюють перед Спасителем на Страшному суді спасіння для роду християнського.

### Апостол Павло
З-поміж дванадцяти апостолів зберігся фрагмент мозаїки апостола Павла. Його величезний лоб, відчужений погляд передають внутрішню напругу і духовне споглядання апостола.

### Євангеліст Марко
Так само була втрачена значна частина мозаїк на вітрилах, присвячених чотирьом євангелістам. Маємо лише постать Марка. Євангеліст сидить на стільці з пером у руках і розгорнутим сувоєм. Художники передали процес написання Євангелія. Марко, який пізнав істину про Бога, прагне донести її людям.

### Святительський чин
«Святительський чин» присвячений Отцям Церкви. На мозаїках відтворені святителі Василій Великий, Григорій Богослов та Іван Золотоустий, а також Григорій Ніський, Микола Чудотворець, Климент Римський, Єпіфаній Кіпрський, архідиякони Стефан Першомученик і Лаврентій.

### Інші композиції
На північній і південній арках із 30 медальйонів уціліли 15 мозаїчних зображень сорока севастійських мучеників, популярних у середньовіччя святих. Серед інших софійських мозаїк виділяються композиції «Христос-ієрей і Богоматір» і «Первосвященик Аарон».

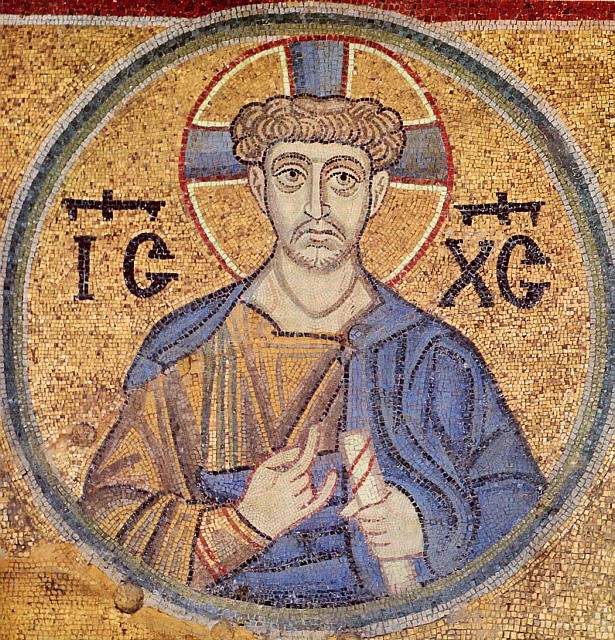
Христос-ієрей
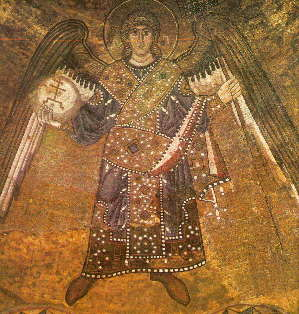
Архангел
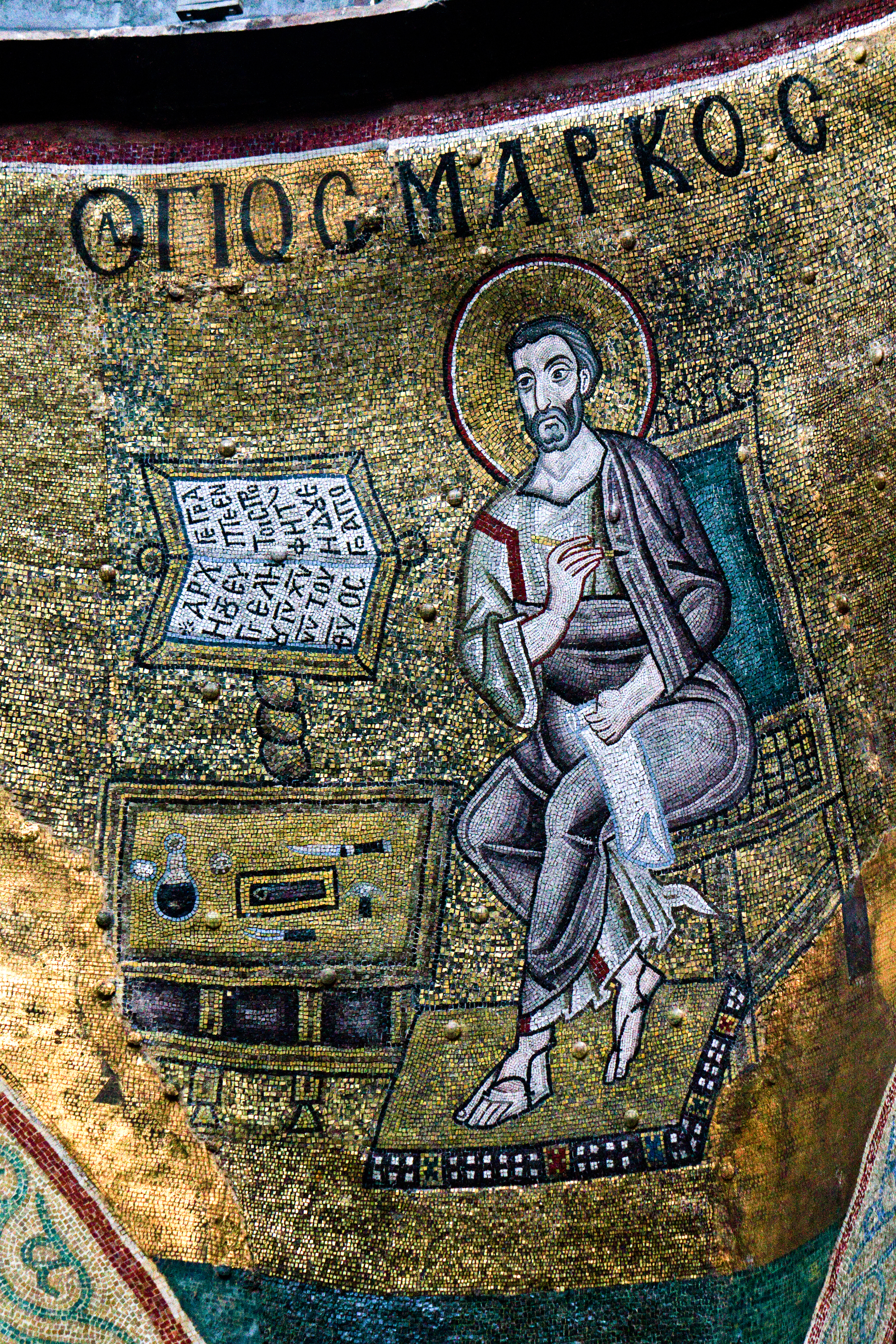
Євангеліст Марко
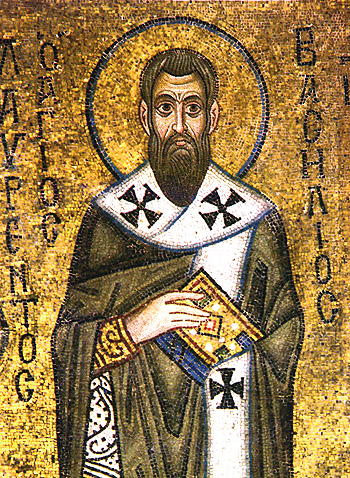
Святий Василій Великий
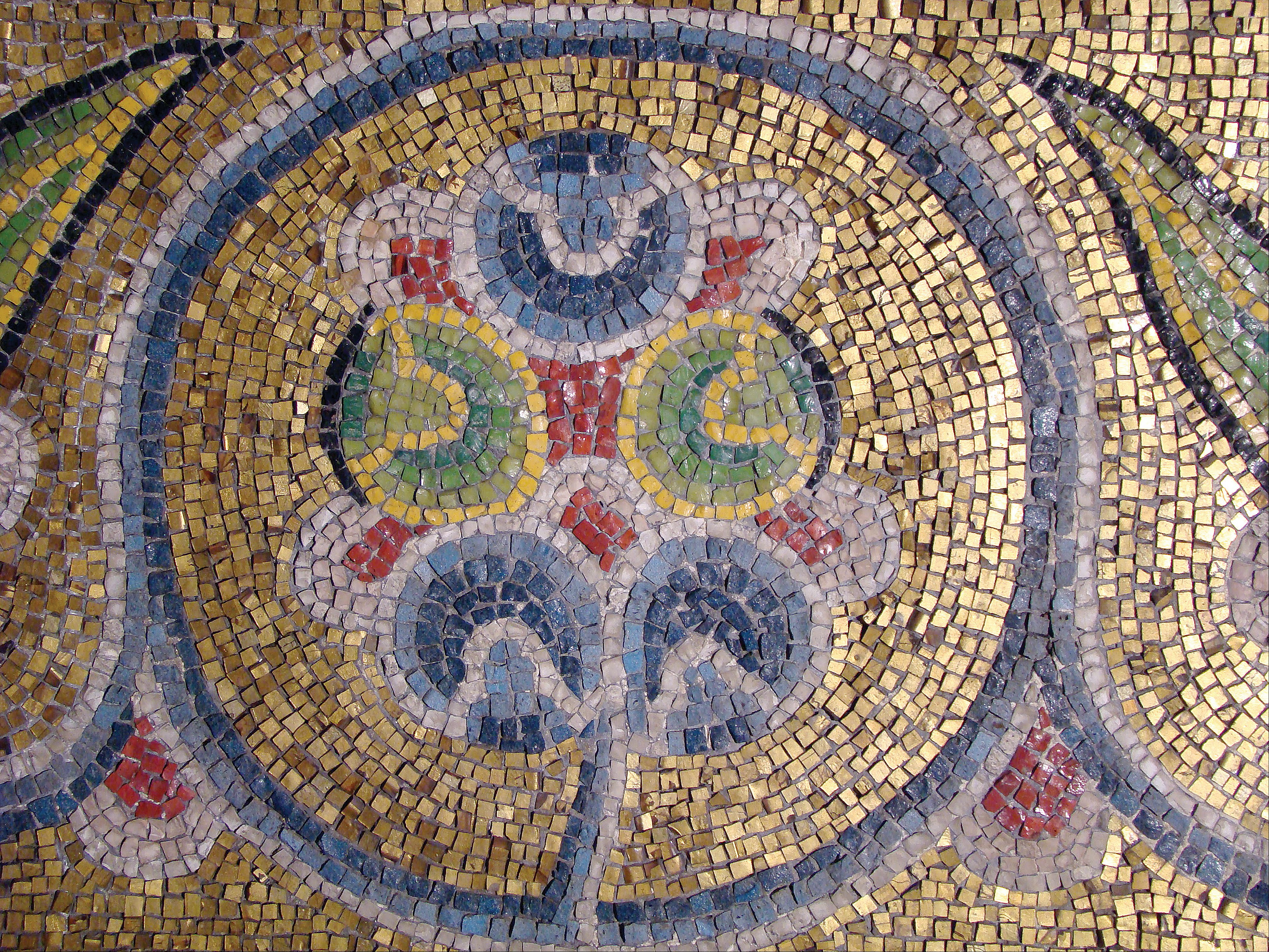
Рослинний орнамент